# Dave Tregunna
Dave Tregunna (...) è un bassista britannico noto per aver fatto parte di numerose band come gli Sham 69, i The Lords of the New Church e molte altre.

## Band
- The Lustkillers
- The Barracudas
- Sham 69
- The Wanderers
- The Lords of the New Church
- Cherry Bombz
- Kill City Dragons
- Shooting Gallery
- Slumlords
- Endorfiends
- Dog Kennel Hill
- The Brian James Gang
- Void

## Discografia

### Con gli Sham 69
- Tell Us the Truth  (1978)
- That's Life  (1978)
- The Adventures of the Hersham Boys  (1979)
- The Game  (1980)

### Con i The Lords of the New Church
- The Lords of the New Church (1982)
- Is Nothing Sacred? (1983)
- The Method to Our Madness (1984)
- Hang on (2003)

### Altre partecipazioni
- The Wanderers - Only Lovers Left Alive (1981)
- Johnny Thunders - Que Sera Sera (1985)
- Cherry Bombz - Coming Down Slow (1987)
- Kill City Dragons - Kill City Dragons (1990)
- Shooting Gallery - Shooting Gallery (1992)